# Удмуртия (телерадиокомпания)
Государственная телевизионная и радиовещательная компания «Удмуртия» — филиал ФГУП «Всероссийская государственная телевизионная и радиовещательная компания» в Удмуртской Республике.
Почтовый адрес: Удмуртская Республика, г. Ижевск, ул. Песочная, 13.

## История
В 1956 году благодаря инициативе ряда промышленных предприятий Ижевска Удмуртская АССР обрела собственное телевизионное вещание. В Ижевске на улице Пушкинской, 206 был построен телецентр. Первая телевизионная аппаратура была создана на заводах Удмуртии. Наш телецентр был девятым в России и первым среди автономных республик Советского Союза.
4 ноября 1956 года вышла в эфир первая передача. Этот день считается днем рождения ижевского телевидения. У истоков телевидения стояли творческие работники — первый директор Н. И. Петров, первый редактор А. М. Изергина, первый телеоператор Н. В. Иванов, режиссёры А.Соломонов и А. М. Сергеев, звукорежиссёр А. П. Гасников, художник И. Н. Нурмухаметов и многие другие первооткрыватели нового для республики дела. После завершения пусконаладочных работ и строительства павильона в 1957 году началось регулярное вещание — три раза в неделю. Объем вещания −289 часов, из них собственного только 19, остальное время занимали кинофильмы.
В 1958 году объем вещания вырос более, чем в два раза — 650 часов в год. Трансляция — 4 раза в неделю. Появилась первая киносъемочная камера «Конвас-автомат». Стали создаваться первые тележурналы о жизни Удмуртии. В этом же году жители Ижевска стали смотреть передачи из столицы России благодаря радиорелейной линии Москва-Свердловск.
1959 год знаменателен первым выходом ижевской студии на Центральное телевидение. Телезрители страны смогли увидеть фильмы «Наша Удмуртия» и «Ижевские оружейники».
Не менее важное событие и создание первой передачи на удмуртском языке о литературных кружках педагогического института.
Начали регулярно выходить в эфир первые телевизионные новости. Они назывались «Последние известия» и были хорошей школой развития журналистики в Удмуртии, а так же подготовки кадров для отраслевых редакций.
В 1960 году вышел в эфир первый спектакль по рассказу удмуртского писателя Геннадия Красильникова «Дусым» («Невеста»). В этом году стартовали циклы передач, которые стали популярны у телезрителей республики — журнал «Здоровье», программа для детей «Под звуки горна», открылись новые рубрики литературно-драматической редакции.
В 1961 году в связи с ожидаемым визитом в Удмуртию Н. С. Хрущева была приобретена передвижная телевизионная станция (ПТС-3), которую экспонировали на выставке в Монреале. Визит не состоялся, но появление станции значительно расширило технические возможности телевидения .
В марте 1962 года Ижевск принял первую трансляцию из Европы. Это был город Прага. А по радиорелейной линии состоялась первая трансляция передач из Москвы. В августе того же года сотрудники телевидения начали использовать возможности ПТС. Прямо со стадиона «Динамо» телезрители увидели праздник искусств. Следующий прямой репортаж был с подшипникового завода.
1963 год был рекордным по количеству телеспектаклей — 9. Ижевск получил «обратную связь» с Москвой. Впервые наша студия по радиорелейке вышла с репортажем о трудовой победе ижевских металлургов в «Теленовостях» страны. Через год таких выходов на Москву было уже больше 50.
В год 10-летия телевидения Ижевск представил свои работы на первый Всесоюзный фестиваль телефильмов. А всего к этому времени было создано 10 фильмов. На телевидении работали люди, ставшие достоянием удмуртской журналистики: А. А. Артамонов, С. А. Овчинникова, Г. А. Морозова, В. И. Васильев, Э. А. Борисова и др.
В 1968 году состоялся киносюжет об ижевских мотоциклах А.Артамонова и А.Сергеева в программе «Час Родины» на Интервидении.
В 1970 году открылась передача «Ижевск вечерний», которая стала визитной карточкой телевидения. Она просуществовала 22 года и была самой любимой программой у телезрителей. Каждую пятницу люди ждали рассказов о жизни родного города. В разные годы её готовили и вели дикторы В.Николаев. Н.Жаравина, А.Кузнецов, журналисты А.Артамонов, С.Овчинникова, Л.Кузьминых, М.Томшич.
1972 год ознаменовал появлением ежедневной новостной программы «День республики», развитие сети корреспондентов в районах. Эту программу можно по праву считать школой и родоначальницей для последующих информационных программ «Песочная,13» и современной «Вести. Удмуртия». В 70-е годы активно и многопланово представлены на экранах программы на русском и удмуртском языках. На студию приходят молодые журналисты и режиссёры, которые определили лицо ИСТ на десятилетие вперёд.
1980 год отмечен несколькими важными событиями в развитии телевидения. Во-первых, это участие наших сотрудников в работе на ХХ11 Олимпийских играх в Москве. Передачи распространялись по всем каналам мировой связи. Режиссёры, телеоператоры, звукорежиссёры, видеоинженеры заслужили много добрых слов от коллег с ЦТ за свой профессионализм и творчество. Во-вторых, новая передвижная теле-видео-записывающая станция, опробованная на Олимпиаде, стала достоянием Удмуртского телевидения. И, в-третьих, открылся новый телецентр на улице Песочной, 13. Началась эра цветного телевидения. Первое пробное цветное вещание открыла программа «Ижевск вечерний».
В 1981—1986 гг. в новом здании телецентра появились новые творческие возможности у авторов и режиссёров, создающих передачи. Появилась детская программа на удмуртском языке «Зардон» С.Карпова и режиссера В.Михайлова. М.Томшич и М.Веретенникова открыли новую программу для молодёжи «Курьер». На ЦТ был показан ряд музыкальных программ удмуртского телевидения.
В 1987 году Родилась совместная передача автономных республик «В семье единой»(Марийская, Чувашская, Татарская, Мордовская, Удмуртская республики). Традиции совместных программ затем были продолжены такими популярными циклами, как «Урал ТВ» и «Финно-угорский мир». В этом же году стартовал республиканский телеконкурс среди сельских районов республики «Кто из 25?», финал которого состоялся в ледовом Дворце «Ижсталь» 2 ноября 1990 года, а журналист Н.Власов, режиссеры А.Сергеев, Л.Гавриков, звукорежиссер Д.Липерт, телеоператоры Р.Зорин, А.Логачев, В. Кныш, А.Андреев стали лауреатами Государственной премии Удмуртской республики.
В 1988 году журналист С.Карпов и режиссер И.Данилов открыли цикл передач «Ойдо вераськом» («Поговорим по-удмуртски»)
В 1989 году на телевидение всегда приходило много писем от телезрителей с просьбой помочь в трудных жизненных ситуациях и ответить на волнующие вопросы. В этом году была открыта передача «Дежурный репортер», которая стала своеобразным связующим звеном между зрителями и исполнительными органами власти. У её истоков стояла журналист С.Овчинникова, а затем долгие годы её автором и ведущей стала В.Старкова. Программа живёт по сей день.
В 1991 году был упразднён Госкомитет по телевидению и радиовещанию УАССР и на его базе создана Государственная телерадиовещательная компания «Удмуртия» (ГТРК «Удмуртия»). А ещё в этом году открылась новая ежедневная информационная программа «Песочная,13». Команда журналистов — Е.Казанцев, И.Бабушкин, Я.Львовский и режиссёр Н.Аносов — подняли информационное вещание на более высокий современный уровень.
Открылась новая программа о национальной музыкальной культуре «Марзан» (автор А.Прокопьева)
В 1992 году, продолжая традиции массовых телеконкурсов на телевидении, была организована передача «Семейная карусель», где соревновались лучшие семьи из сельских районов республики. Журналисты Челябинска, Оренбурга, Свердловска, Перми, Тюмени, Кирова и Ижевска начали совместный проект «Урал ТВ». От нашей компании в создании программы принимали участие Л.Кузьминых и Н.Аносов. Начался цикл «Финно-угорский мир»(Коми, Мордовия, Карелия, Пермь и Удмуртия). В прямом эфире был проведён первый пятичасовой телемарафон в помощь детям-сиротам из детских домов и интернатов.
В 1993 году журналисты М.Томшич и С.Овчинникова, режиссеры В.Матвеев и К.Крапчин совместно с газетой «Известия Удмуртской республики» открыли новый цикл передач «Без пиджака», который существовал четыре года, его героями стали более 70 известных людей республики. Одна из передач цикла с Роланом Быковым стала лауреатом Международного телефестиваля «Бархатный сезон-95» Телеоператор В.Вологжанин стал участником автопробега «Ижевск-Кейптаун» и его фильм позднее был показан по первому каналу в передаче «Клуб кинопутешествий».
В этом году на телевидении был создан рекламный отдел.
В 1994 году впервые за всю историю развития оружейного дела в Ижевске были сняты фильмы о создателе стрелкового оружия М. Т. Калашникове (автор А.Артамонов, режиссёр Л.Гавриков). Двухсерийный телефильм на удмуртском языке «Италмас» (автор С.Карпов) был представлен на суд телезрителям. Телеочерк Е.Казанцева «Кизнер: совершенно секретно» впервые открыто поставил проблему хранения химического оружия на территории Удмуртии.
В 1995 году было создано творческое объединение «34-й канал» и ГТРК «Удмуртия» готовится к открытию собственного телевизионного дециметрового канала. Инициативная группа в составе М.Томшич, С.Овчинникова, Н.Аносов, В.Матвеев, Л.Соротокина начали формировать новый коллектив и производить новые циклы передач. Через полгода. В объединении работает 23 сотрудника. Программы этих авторов и режиссёров на несколько лет стали визитной карточкой удмуртского телевидения. В этом же году вышел видеофильм «Родник надежды» В.Айзатуллина и «Небесные линии» Л.Вахитова стали призерами телефестиваля в Ханты-Мансийске. Кстати. Режиссерские работы Л.Вахитова еще не раз приносили славу ГТРК «Удмуртия» на различных фестивалях.
26 февраля 1996 года началось вещание на новом 34-м канале. Первым сетевым партнёром стало НТВ, а затем с 1998 года до 2005 года было сотрудничество с телекомпанией РЕН ТВ (ныне частота принадлежит каналу Матч ТВ).
В 1999 году на телевидении появилось цифровое оборудование. Режиссер А.Сергеев, ветеран телевидения, вышел с инициативой и открылась Школа телевизионного мастерства. В этом году работы В.Сидорова — программа «Эзь», и Н.Темеевой — программа «Версия» становятся лауреатами телефестивалей.
2000 год стал настоящим прорывом в техническом переоснащении телевидения. Открылись новые монтажные аппаратные, произошла модернизация передвижной телестанции, появилось новое цифровое оборудование, новая техника для отдела компьютерной графики и звукоцеха.

## Теле- и радиоканалы
- Телеканал «Россия-1 Удмуртия»
- Телеканал «Россия-24 Удмуртия»
- Телеканал «Удмуртия 24»
- Радиоканал «Радио России Удмуртия»
- Радиоканал «Радио Маяк Удмуртия»
- Радиоканал «Вести FM Удмуртия»

## Программы
- «Вести-Удмуртия»
- «Доброе утро, Удмуртия»
- «Местное время. Воскресенье»
- «Иворъёс»
- «Мылысь-Кыдысь»
- «Калыклэн Данэз»
- «Финно-Угорский мир»
- «Хэерле Кич!»
- «Календарь садовода»
- «Музыка поколений»[1]
- Дежурная часть Удмуртия

## Ссылка
- Официальный сайт ГТРК «Удмуртия»
- ВГТРК